# Mariya Kremskaya
Mariya Kremskaya (en ucraniano, Мария Кремская) es una deportista ucraniana que compitió en lucha libre. Ganó una medalla de vronce en el Campeonato Mundial de Lucha de 1994, en la categoría de 65 kg.

## Palmarés internacional
| Campeonato Mundial | Campeonato Mundial | Campeonato Mundial | Campeonato Mundial |
| Año                | Lugar              | Medalla            | Categoría          |
| ------------------ | ------------------ | ------------------ | ------------------ |
| 1994               | Sofía (Bulgaria)   | Medalla de bronce  | 65 kg              |